# 川崎市立下作延小学校
川崎市立下作延小学校（かわさきしりつしもさくのべしょうがっこう）は、神奈川県川崎市高津区下作延にある公立小学校。

## 位置
JR南武線津田山駅の南に隣接する。
駅の敷地とは隣接していてとても近いが、駅の入口は正門からはやや遠い。
校外学習や修学旅行の際は津田山駅から行動するが、修学旅行列車には登戸駅から乗ることが多い。
隣接する津田山駅は改良工事が行われ橋上駅舎化が計画されているが、自由通路を建設する際この学校の校庭の一部が使用される計画になっている。

## 沿革
- 1983年（昭和58年）
  - 4月1日 - 開校。開校時点の児童数は521名。
  - 12月1日 - 校旗制定。
- 1984年（昭和59年）
  - 1月9日 - 校歌制定。
  - 2月24日 - 開校式典挙行し、祝賀会開催。記念事業完成。
  - 6月18日 - プール完成。
  - 7月16日 - 記念碑完成。
- 1988年（昭和63年）2月2日 - 創立5周年記念。
- 1992年（平成4年）11月21日 - 創立10周年記念。
- 2002年（平成14年）11月9日 - 創立20周年記念式典挙行。
- 2003年（平成15年）4月1日 - わくわくプラザ開設。
- 2007年（平成19年）11月14日 - 創立25周年を祝う会開催。
- 2011年（平成23年）11月19日 - 第1回下作延小文化祭開催。
- 2012年（平成24年）10月27日 - 創立30周年記念文化祭開催し、記念式典挙行。
- 2013年（平成25年）11月21日 - 防災教室実施。
- 2017年（平成29年）11月18日 - かがやき交流会開催。

### この節の出典
- 学校沿革（下作延小学校旧ホームページ内） (PDF)

## 学区
- 下作延（1丁目・4丁目～7丁目）[1]

## 校歌
校歌は、この付近に住んでいる脚本家の山田太一が作詞。作曲は福井峻が担当している。

## 教育目標
1. 確かで正しい学力を育てる
2. 豊かで美しい心情を育てる
3. 強くてたくましい身体を育てる

## アクセス
- JR南武線津田山駅（南口）下車後、目の前。